# Выбудовский сельский совет (Козовский район)
Выбудовский сельский совет (укр. Вибудівська сільська рада) — входит в состав
Козовского района
Тернопольской области
Украины.
Административный центр сельского совета находится в 
с. Выбудов.

## История
- 1684 — дата образования.

## Населённые пункты совета
- с. Выбудов
- с. Вымысловка